# Sydney International 2022
Il Sydney International 2022 è stato un torneo di tennis giocato sul cemento. È stata la 128ª edizione del torneo facente parte della categoria ATP Tour 250 nell'ambito dell'ATP Tour 2022 e della categoria WTA 500 nell'ambito del WTA Tour 2022. Si è giocato nell'impianto NSW Tennis Centre a Sydney, Australia, dal 10 al 15 gennaio 2022.

## Partecipanti ATP

### Teste di serie
| Nazionalità | Giocatore           | Ranking* | Testa di serie |
| ----------- | ------------------- | -------- | -------------- |
| Russia      | Aslan Karacev       | 20       | 1              |
| Georgia     | Nikoloz Basilašvili | 23       | 2              |
| Regno Unito | Daniel Evans        | 24       | 3              |
| Italia      | Lorenzo Sonego      | 25       | 4              |
| Stati Uniti | Reilly Opelka       | 30       | 5              |
| Italia      | Fabio Fognini       | 32       | 6              |
| Argentina   | Federico Delbonis   | 38       | 7              |
| Serbia      | Dušan Lajović       | 39       | 8              |

* Ranking al 3 gennaio 2022.

### Altri partecipanti sono
I seguenti giocatori hanno ricevuto una wildcard per il tabellone principale:
- Nick Kyrgios [1]
- Andy Murray
- Jordan Thompson

Il seguente giocatore è entrato in tabellone con lo special exempt:
- Maxime Cressy

I seguenti giocatori sono passati dalle qualificazioni:

- Sebastián Báez
- Viktor Durasovic
- Christopher O'Connell
- Jiří Veselý

I seguenti giocatori sono entrati in tabellone come lucky loser:
- Daniel Altmaier
- Denis Kudla
- Stefano Travaglia

### Ritiri
Prima del torneo
- Roberto Bautista Agut → sostituito da  Alexei Popyrin
- Alex de Minaur → sostituito da  Miomir Kecmanović
- Taylor Fritz → sostituito da  Marcos Giron
- Cristian Garín → sostituito da  Adrian Mannarino
- Il'ja Ivaška → sostituito da  Hugo Gaston
- Filip Krajinović → sostituito da  Brandon Nakashima
- Nick Kyrgios → sostituito da  Daniel Altmaier
- Kei Nishikori → sostituito da  Stefano Travaglia
- Albert Ramos Viñolas → sostituito da  Denis Kudla
- Dominic Thiem → sostituito da  Pedro Martínez

## Partecipanti ATP doppio

### Teste di serie
| Nazione     | Giocatore            | Nazione       | Giocatore         | Rank* | Testa di serie |
| ----------- | -------------------- | ------------- | ----------------- | ----- | -------------- |
| Croazia     | Nikola Mektić        | Croazia       | Mate Pavić        | 3     | 1              |
| Colombia    | Juan Sebastián Cabal | Colombia      | Robert Farah      | 20    | 2              |
| Australia   | John Peers           | Slovacchia    | Filip Polášek     | 22    | 3              |
| Germania    | Tim Pütz             | Nuova Zelanda | Michael Venus     | 33    | 4              |
| Regno Unito | Jamie Murray         | Brasile       | Bruno Soares      | 35    | 5              |
| Germania    | Kevin Krawietz       | Germania      | Andreas Mies      | 63    | 6              |
| El Salvador | Marcelo Arévalo      | Paesi Bassi   | Jean-Julien Rojer | 69    | 7              |
| Kazakistan  | Andrej Golubev       | Croazia       | Franko Škugor     | 81    | 8              |

* Ranking al 3 gennaio 2022.

### Altre partecipanti
Le seguenti coppie hanno ricevuto una wildcard per il tabellone principale:
- Moerani Bouzige /  Matthew Romios
- Nick Kyrgios /  Michail Pervolarakis

La seguente coppia è entrata con il protected ranking:
- Daniel Altmaier /  Andreas Seppi

### Ritiri
Prima del torneo
- Simone Bolelli /  Máximo González → sostituiti da  Simone Bolelli /  Fabio Fognini
- Marco Cecchinato /  Andreas Seppi → sostituiti da  Daniel Altmaier /  Andreas Seppi
- Marcus Daniell /  Marcelo Demoliner → sostituiti da  Marcus Daniell /  Denis Kudla
- Oliver Marach /  Jonny O'Mara → sostituiti da  Fabrice Martin /  Jonny O'Mara

## Partecipanti WTA

### Teste di serie
| Nazionalità | Giocatore          | Ranking* | Testa di serie |
| ----------- | ------------------ | -------- | -------------- |
| Australia   | Ashleigh Barty     | 1        | 1              |
| Spagna      | Garbiñe Muguruza   | 3        | 2              |
| Rep. Ceca   | Barbora Krejčíková | 5        | 3              |
| Estonia     | Anett Kontaveit    | 7        | 4              |
| Spagna      | Paula Badosa       | 8        | 5              |
| Polonia     | Iga Świątek        | 9        | 6              |
| Tunisia     | Ons Jabeur         | 10       | 7              |
| Stati Uniti | Sofia Kenin        | 12       | 8              |
| Kazakistan  | Elena Rybakina     | 14       | 9              |

- 1 Ranking al 3 gennaio 2022.

### Altri partecipanti
Le seguenti giocatrici hanno ricevuto una wildcard per il tabellone principale:
- Priscilla Hon
- Astra Sharma

Le seguenti giocatrici sono passate dalle qualificazioni:

- Magdalena Fręch
- Beatriz Haddad Maia
- Giuliana Olmos
- Elena-Gabriela Ruse
- Anna Karolína Schmiedlová
- Ena Shibahara

Le seguenti giocatrici sono entrate in tabellone come lucky loser:
- Océane Dodin
- Fiona Ferro

### Ritiri
Prima del torneo
- Ashleigh Barty → sostituita da  Fiona Ferro
- Leylah Fernandez → sostituita da  Ajla Tomljanović
- Simona Halep → sostituita da  Zhang Shuai
- Angelique Kerber → sostituita da  Dar'ja Kasatkina
- Anastasija Pavljučenkova → sostituita da  Ekaterina Aleksandrova
- Maria Sakkarī → sostituita da  Jeļena Ostapenko
- Iga Świątek → sostituita da  Océane Dodin

## Partecipanti WTA doppio

### Teste di serie
| Nazione   | Giocatore          | Nazione     | Giocatore                | Rank* | Testa di serie |
| --------- | ------------------ | ----------- | ------------------------ | ----- | -------------- |
| Rep. Ceca | Barbora Krejčíková | Cina        | Zhang Shuai              | 10    | 1              |
| Giappone  | Shūko Aoyama       | Giappone    | Ena Shibahara            | 10    | 2              |
| Canada    | Gabriela Dabrowski | Messico     | Giuliana Olmos           | 25    | 3              |
| Cile      | Alexa Guarachi     | Stati Uniti | Nicole Melichar-Martinez | 25    | 4              |

* Ranking al 3 gennaio 2022.

### Altre partecipanti
Le seguenti coppie hanno ricevuto una wildcard per il tabellone principale:
- Isabella Bozicevic /  Alexandra Osborne
- Michaela Haet /  Lisa Mays

### Ritiri
Prima del torneo
- Anna Bondár /  Arantxa Rus → sostituite da  Arantxa Rus /  Astra Sharma
- Natela Dzalamidze /  Vera Zvonarëva → sostituite da  Ekaterina Aleksandrova /  Natela Dzalamidze
- Darija Jurak Schreiber /  Andreja Klepač → sostituite da  Darija Jurak Schreiber /  Desirae Krawczyk
- Desirae Krawczyk /  Bethanie Mattek-Sands → sostituite da  Alison Bai /  Alicia Smith
- Jessica Pegula /  Storm Sanders → sostituite da  Vivian Heisen /  Panna Udvardy
- Samantha Stosur /  Zhang Shuai → sostituite da  Barbora Krejčíková /  Zhang Shuai

## Punti
| Evento              | V   | F   | SF  | QF  | 2T | 1T   | Q    | Q2   | Q1   |
| Singolare maschile  | 250 | 150 | 90  | 45  | 20 | 0    | 12   | 6    | 0    |
| Doppio maschile     | 250 | 150 | 90  | 45  | 0  | N.D. | N.D. | N.D. | N.D. |
| Singolare femminile | 470 | 305 | 185 | 100 | 55 | 1    | 18   | 13   | 1    |
| Doppio femminile    | 470 | 305 | 185 | 100 | 1  | N.D. | N.D. | N.D. | N.D. |

## Montepremi
| Evento              | V        | F        | SF      | QF      | 2T      | 1T     | Q3     | Q2     | Q1     |
| Singolare maschile  | $83,650  | $44,055  | $23,865 | $13,595 | $8,010  | $4,745 | $2,135 | $1,070 | N.D.   |
| Doppio maschile     | $25,410  | $13,360  | $7,240  | $4,140  | $2,430  | N.D.   | N.D.   | N.D.   | N.D.   |
| Singolare femminile | $190,732 | $101,475 | $54,200 | $23,265 | $12,477 | $6,813 | $3,560 | $1,890 | $1,050 |
| Doppio femminile    | $47,545  | $25,410  | $13,880 | $7,062  | $3,839  | N.D.   | N.D.   | N.D.   | N.D.   |

## Campioni

### Singolare maschile
Aslan Karacev ha sconfitto in finale  Andy Murray con il punteggio di 6-3, 6-3.
- È il terzo titolo in carriera per Karacev, il primo della stagione.

### Singolare femminile
Paula Badosa hanno sconfitto in finale  Barbora Krejčíková con il punteggio di 6-3, 4-6, 7-6(4).
- È il primo titolo stagionale per la Badosa, il terzo della carriera.

### Doppio maschile
Filip Polášek /  John Peers hanno sconfitto in finale  Simone Bolelli /  Fabio Fognini con il punteggio di 7-5, 7-5.

### Doppio femminile
Anna Danilina /  Beatriz Haddad Maia hanno sconfitto in finale  Vivian Heisen /  Panna Udvardy con il punteggio di 4-6, 7-5, [10-8].